# La Nuit déchirée
Pour plus de détails, voir Fiche technique et Distribution.
La Nuit déchirée ou Les Somnambules au Québec (Sleepwalkers) est un film d'horreur américain réalisé par Mick Garris et sorti en 1992. Il s’agit du premier film écrit par Stephen King non basé sur l'une de ses œuvres préexistantes.
Le film suit Charles Brady et sa mère Mary qui sont les derniers survivants d'une race de chasseurs nocturnes, qui n'appartient pas à notre monde, entretenant aussi des relations incestueuses. Ce sont des félidés ne pouvant rester en vie qu'en se nourrissant de la force vitale d'une jeune vierge. Capables de se métamorphoser et de cacher leur apparence de fauve sous un aspect humain rassurant, ils s'installent à Travis, petite ville tranquille de l'Indiana, et se mettent en chasse. Une seule chose peut les tuer : les chats.

## Synopsis
Charles Brady (Brian Krause) et sa mère/amante Mary (Alice Krige) sont des somnambules, des vampires énergétiques nomades métamorphosés qui se nourrissent de la force vitale de femmes vierges. Bien qu'ils conservent normalement une forme humaine, ils peuvent se transformer en chats-garous bipèdes à taille humaine, leur forme naturelle, à volonté. Ils ont des pouvoirs de télékinésie et d'illusions. Les chats domestiques sont leur seule faiblesse et les deux espèces sont mutuellement hostiles. Les chats voient à travers leurs illusions et les attaquent violemment, leur infligeant des blessures qui vont de graves à mortelles avec leurs griffes et leurs crocs.
Charles et Mary vivent à Travis, une petite ville de l'Indiana, ayant récemment fui Bodega Bay, en Californie, après y avoir vidé de son sang et tué une jeune fille. Charles fréquente le lycée local et rencontre Tanya Robertson (Mädchen Amick) dans son cours d'écriture créative. Charles feint un intérêt romantique pour Tanya afin de prendre sa force vitale pour lui et sa mère affamée. Leur professeur M. Fallows (Glenn Shadix), se méfie de Charles et lui dit que ses anciens certificats d'études secondaires étaient des faux; il agresse également physiquement Charles, mais celui-ci le tue.
Lors de leur premier rendez-vous, lors d'un pique-nique dans un cimetière voisin, Charles tente de drainer la force vitale de Tanya tout en l'embrassant. Celle-ci essaie frénétiquement d'éloigner Charles en lui frappant la tête avec son appareil photo, en lui griffant le visage et en plongeant un tire-bouchon dans son œil gauche, bien que rien de ce qu'elle fait ne semble causer à Charles plus qu'un inconfort temporaire.
Le shérif adjoint Andy Simpson (Dan Martin) passe devant le cimetière. Lorsque Tanya s'enfuit vers lui pour obtenir de l'aide, Charles tue Simpson. Lorsque Charles recommence à se nourrir de Tanya, le chat de l'adjoint, Clovis, enragé par la mort de son maître, le griffe violemment au visage et à la poitrine. Mortellement blessé, Charles rentre chez lui en titubant vers sa mère, qui est capable de les rendre tous les deux invisibles, et ainsi empêcher Charles d'être arrêté lorsque la police prend d'assaut leur maison. Clovis et un petit nombre d'autres chats commencent à se rassembler à l'extérieur, tenus à distance uniquement par les pièges à mâchoires que les somnambules ont mis en place.
Sachant que la seule façon pour son fils mourant de survivre est de se nourrir, Mary attaque la maison Robertson, tuant plusieurs députés et soldats de l'État et blessant gravement les parents de Tanya. Elle kidnappe Tanya et la ramène chez elle. Charles est proche de la mort, mais Mary le ranime et Charles fait une dernière tentative pour drainer la force vitale de Tanya. Cependant, cette dernière plonge les doigts dans les yeux de Charles, ce qui le tue. Tanya s'échappe avec l'aide du shérif Ira (Jim Haynie), que Mary empale plus tard sur la palissade entourant la maison. Les chats qui se sont rassemblés autour de leur maison, menés par Clovis, sautent sur Mary et la griffent et la mordent jusqu'à ce qu'elle s'enflamme et meure. Tanya embrasse Clovis, son sauveur, alors que les autres chats partent, laissant le corps de Mary en feu sur l'allée de son ancienne maison.

## Fiche technique
Sauf indication contraire, les informations mentionnées dans cette section peuvent être confirmées par la base de données cinématographiques IMDb,  présente dans la section « Liens externes ».
- Titre original : Sleepwalkers
- Titre français : La Nuit déchirée
- Titre québécois : Les somnambules
- Réalisation : Mick Garris
- Scénario : Stephen King
- Musique : Nicholas Pike
- Direction artistique : Sig Tingloff
- Décors : John DeCuir Jr
- Photographie : Rodney Charters
- Montage : O. Nicholas Brown (de)
- Production : Michael Grais (en), Mark Victor (en) et Nabeel Zahid
- Sociétés de production : Columbia Pictures, Ion Pictures et Victor & Grais Productions
- Sociétés de distribution : Columbia Pictures (États-Unis) ; Columbia TriStar Films (France)
- Budget : 15 millions de dollars[réf. nécessaire] (estimation)
- Pays de production :  États-Unis
- Langue originale : anglais
- Format : couleur - 1,85:1 - 35 mm - son Dolby
- Genre : fantastique, horreur
- Durée : 89 minutes
- Dates de sortie :
  - États-Unis : 10 avril 1992
  - France : 19 août 1992
- Film interdit aux moins de 16 ans lors de sa sortie en France

## Distribution
- Brian Krause (VF : Philippe Vincent ; VQ : Gilbert Lachance) : Charles Brady
- Mädchen Amick (VF : Stéphanie Murat ; VQ : Aline Pinsonneault) : Tanya Robertson
- Alice Krige (VQ : Élizabeth Lesieur) : Mary Brady
- Jim Haynie (it) (VF : Mario Santini) : le shérif Ira
- Dan Martin (en) (VF : Sady Rebbot ; VQ : * Guy Nadon) : l'officier Andy Simpson
- Ron Perlman (VF : Jacques Frantz ; VQ : Hubert Gagnon) : le capitaine Soames
- Monty Bane : le shérif-adjoint Horace
- Lyman Ward (VF : Jean-Pierre Leroux ; VQ : Yvon Thiboutot) : Don Robertson
- Cindy Pickett (en) (VQ : Danièle Panneton) : Mme Robertson
- Glenn Shadix (VF : Marcel Guido) : M. Fallows
- Cynthia Garris (VQ : Élise Bertrand) : Laurie Travis
- Lucy Boryer (en) : Jeanette
- Judette Warren : Carrie
- Mark Hamill (VF : Vincent Grass) : le lieutenant Jennings (non crédité)

Sources et légende : Version française (VF) Version québécoise (VQ)

## Production
La Nuit déchirée est le premier film écrit par Stephen King qui ne soit pas basé sur l'une de ses œuvres préexistantes.
Le tournage a lieu, entre le 24 juin et le 4 septembre 1991, à Franklin Canyon dans le comté de Contra Costa en Californie.
La musique du film est composée par Nicholas Pike, ainsi que de différents artistes :
- Sleepwalk, interprété par Santo & Johnny
- Boadicea, interprété par Enya
- Do You Love Me, interprété par The Contours
- It ('s A Monster), interprété par Extreme
- The Rodeo Song, composé par Gaye Delorme (en)

## Accueil
Le film a connu un certain succès commercial, rapportant environ 30,5 millions de dollars au box-office en Amérique du Nord pour un budget de 15 millions de dollars. En France, il a réalisé 331 941 entrées.
Il a reçu un accueil critique très défavorable, recueillant 17 % de critiques positives, avec une note moyenne de 4,3⁄10 et sur la base de 12 critiques collectées, sur le site agrégateur de critiques Rotten Tomatoes.

## Autour du film
- Brian Krause et Alice Krige, bien que jouant mère et fils, n’ont que 15 ans d’écart.
- La maison du film est la même que celle utilisée dans la série La Famille des collines[réf. nécessaire] (The Waltons) (1972).
- Les acteurs qui jouent le père et la mère de Tanya, Cindy Pickett (en) et Lyman Ward, sont les mêmes que ceux qui jouaient les parents de Ferris dans La Folle Journée de Ferris Bueller (1986) et sont réellement mariés dans la vie.
- De nombreux caméos parcourent le film : l'acteur Mark Hamill (le lieutenant Jennings qui entre dans la maison au début du film), les réalisateurs John Landis (technicien de laboratoire), Joe Dante (assistant de laboratoire) et Tobe Hooper (un médecin légiste), ainsi que les écrivains Stephen King (le fossoyeur) et Clive Barker (un médecin légiste).
- Dans la scène du cimetière, sur l'une des pierres tombales on peut lire le nom de Jenny Hicks, qui se trouve être l'assistant du réalisateur sur le film[réf. nécessaire].
- Le chef monteur du film, O. Nicholas Brown, fait une petite apparition dans le rôle de l'officier Wilbur.

## Récompenses
- Fantafestival 1992[7] :
  - Meilleur film
  - Meilleur réalisateur
  - Meilleur scénario pour Stephen King
  - Meilleure actrice pour Alice Krige